# روبرت هنري براغ جونيور
روبرت هنري براغ جونيور (بالإنجليزية: Robert Henry Bragg, Jr.)‏ هو فيزيائي أمريكي، ولد في 11 أغسطس 1919 في جاكسونفيل في الولايات المتحدة، وتوفي في 3 أكتوبر 2017.